# 能言動物
能言動物泛指任何能夠說人話的動物，不論是否理解其意義。最出名的例子是鸚鵡，經過教導可以了解人類語言的意義，它們可以在經常接觸或人為訓練之下發出人類的語言。八哥是另一種常見、擅於模仿的鳥類。
艾琳·佩珀伯格（Irene Pepperberg）博士的研究指出，鸚鵡能夠有前後邏輯地說話，並且能表達其企圖含意。佩珀伯格的灰鸚鵡亞歷克斯（Alex）甚至能夠將字母組合成單字——也就是能夠讀和念。